# Park Narodowy Badlands
Park Narodowy Badlands (ang. Badlands National Park) – park narodowy położony w południowo-zachodniej części stanu Dakota Południowa w Stanach Zjednoczonych. Nazwa parku wywodzi się od tutejszej ziemi, która została określona jako Badlands (z ang. dosłownie „złe ziemie”). Na obszarze tym w 1939 roku został utworzony pomnik narodowy Badlands National Monument. Status parku narodowego otrzymał w 1978 roku. Jego powierzchnia wynosi 982,4 km².

## Turystyka
Park narodowy Badlands jest otwarty przez cały rok. Główny sezon turystyczny przypada na miesiące letnie. Zaplecze turystyczne w parku tworzą dwa kempingi: Cedar Pass oraz Sage Creek Primitive Campgrounds. Na terenie parku można uprawiać m.in.: kolarstwo górskie, piesze wędrówki.

## Fauna
Najczęściej występującymi na terenie parku zwierzętami są Tchórz czarnołapy, lis płowy, owca kanadyjska i piesek preriowy; spotkać też można niewielkie stada bizonów oraz jeżozwierze, rysie, a z ptaków bieliki amerykańskie, jastrzębie oraz sroki.